# 江戸川コナン
江戸川 コナン（えどがわ コナン）は、『週刊少年サンデー』で連載されている青山剛昌原作の漫画作品『名探偵コナン』、およびそれを原作とするテレビアニメなどのメディアミックス作品に登場する架空の人物であり、同作の主人公。本名は工藤 新一（くどう しんいち）。

## 概説
物語開始時点の3年前から両親はアメリカに住んでおり、日本に一人で暮らしていた。高校1年の時に、両親の住むロサンゼルスに向かう飛行機の中で発生した殺人事件を解決したことをきっかけに、警察から一目置かれるようになる。その後も数々の事件を解決し、「日本の警察の救世主」や「平成のシャーロック・ホームズ」と呼称され、世間に「東の高校生探偵」として名を轟かせていた。しかし、遊園地・トロピカルランドで幼馴染の毛利蘭とのデートの帰りに「黒ずくめの組織」の取引現場を目撃したため、口封じのためジンに試作段階の毒薬・APTX4869を飲まされ、組織も知らない副作用によって身体が幼児化してしまう。一命は取り留めたものの、組織に生きていることが知られると再び命を狙われて周囲の人間も巻き添えにすることになると隣人・阿笠博士から助言を受けたため、江戸川コナンと名乗り、「黒の組織」の情報をつかむため、蘭に自身の正体を隠した状態で、蘭と探偵である彼女の父・毛利小五郎が暮らす家に居候することになる。元の姿に戻るために様々な事件を解決しつつ、阿笠や両親、西の高校生探偵・服部平次、「黒の組織」を裏切った灰原哀など、正体を知る数少ない者の協力を得て、「黒の組織」の陰謀を追っている。
風邪を引いた状態で中国酒・白乾児（パイカル）を飲むか、灰原が白乾児の成分を参考にして開発した解毒薬の試作品（効果は24時間、連続服用の場合は12時間に短縮）を飲むことで、一時的に元の姿に戻ることができる。しかし不自然な細胞の急成長による身体への負担は大きく、解毒薬の効果が切れてコナンの姿に戻るタイムリミットが近付くと、激しい動悸などの症状が出てしまう。
現在、表向きは阿笠博士の手続きにより江戸川コナンとして帝丹小学校1年B組に在籍。母親は江戸川文代（新一の母・有希子による変装）という設定で、阿笠の遠い親戚の子ということになっている。幼児化した姿の身長は不明だが、体重は18キログラム。血液型も不明だが、蘭と同じである。
工藤新一としては帝丹高校2年B組に在籍している。年齢は17歳。誕生日は5月4日。身長は174センチメートル。住所は東京都米花市米花区米花町2丁目21番地。父親は世界的に有名な推理小説家・工藤優作で、母親は元女優の工藤有希子である。
所持品については名探偵コナン#用語解説を参照。

## 江戸川コナンの由来
江戸川コナンの名前は、小説家・江戸川乱歩とアーサー・コナン・ドイルに由来する。作中では、蘭に名前を尋ねられた際、本棚で偶然目に入ったこの2人の名前を合わせて「江戸川コナン」と名乗ったことが始まり。
工藤新一の姓はテレビドラマ『探偵物語』の主人公、工藤俊作に由来。「新一」は作家の星新一に由来し、作者のお気に入りの名前の一つだったという。テレビ時代劇『必殺シリーズ』における工藤栄一の演出が気に入って影響もあるという。
作中では、江戸川乱歩の「明智小五郎シリーズ」を中心に活躍する少年探偵・小林芳雄と重ねられることも多い。少年探偵団の実質的リーダーである点や、探偵団バッジの所有、様々な道具を使いこなす点など、共通する部分は数多い。明智小五郎が名前のモチーフとなっている毛利小五郎の元で居候している事からも、「小林君」「小林少年」と評されている。

## 容姿
青い瞳と、前髪と後ろ髪の右側が寝癖のようにはねているのが特徴。コナンとしては常に大きな眼鏡（犯人追跡眼鏡）を掛けているが、これは初めてコナンとして蘭に出会った際、正体がバレないようにと咄嗟に父・優作の眼鏡を掛けたのが始まり。
公式のビジュアルブックでは「母親譲りの整った顔立ち」、「美形」などと紹介されている。また、怪盗キッドの正体である黒羽快斗と顔が瓜二つの公式設定となっている。
コナンとしては、青いジャケットに灰色の半ズボン、白いワイシャツに蝶ネクタイ型変声機という服装が基本となっている。夏服としては水色のベストに半袖のワイシャツ、青の半ズボンを着用していたが、物語が進むにつれて様々な服装をするようになった。
なお、幼児化に伴い、新一の幼少期の服がごっそり持ち去られていることが宮野志保（シェリー）の調査で判明している。

## 性格
灰原からは「お人好し」と言われており、常に蘭や灰原、平次や少年探偵団をはじめとする周囲への気配りを欠かさない。自分より実年齢が下である初対面の子供にも優しく接することができる。罵倒されたり失礼な言動を取られたりした場合も反抗することは少ない。
強い自己犠牲の精神を持っており、自身よりも蘭や灰原、少年探偵団などといった他者の命を優先することが多く、彼らをできるだけ危険な場所から離し、自分一人でリスクを背負おうとしたりする。
基本的には穏やかで優しい性格であるが、親密な間柄にある人物や犯人に対しては「オメー」「テメー」など、やや口調が荒くなったり、ぶっきらぼうな態度をとったりすることもあり、新一としての幼少期ではその傾向が現在よりも顕著であった。また、蘭や灰原に対して無神経な発言をすることもあり、その度に怒りを買ってしまう。小五郎や元太の滑稽な言動には頻繁に心の中でツッコミを入れている。
武器を持った犯人や凶悪な犯人にも怖気づかない胆力を持つ。しかし、予想外の出来事に対しては動揺が顔に出やすく、挙動不審になったり、小さくなる前の自分しか知らないことなどを口にしてボロを出したりすることがある。
阿笠からは「頭は切れるが落ち着いて行動できないのが玉にキズ」と指摘されており、詰めを誤ったり無謀な行動に出たりした結果、犯人に逃亡を図られたり、生命の危険に晒されることもある。
知的好奇心が非常に旺盛で、推理やサッカーなど、自分の好きなものが関わると等身大の少年らしい純粋さを見せる。しかし、好奇心が行き過ぎた結果、気の向くままに行動して痛い目を見ることも少なくない。
優れた頭脳と推理力に自惚れている側面があり、かつては探偵としての名声を鼻に掛けた発言もあった。周囲の確認を怠って推理や考えを披露した結果状況を悪化させたり、憶測で犯人やその動機を決めつけて誤った推理をしてしまうこともある。正義感が強く、どのようなことがあっても決して諦めない強い意志・精神力を持つが、探偵を続ける理由として「犯人を追いつめるスリルと快感がたまらない」と語ったことがある。

## 能力と推理スタイル

### 探偵としての実力
頭脳明晰かつ豊富な知識量と柔軟な思考の持ち主で、観察眼に優れている。さらに、父親譲りの推理力と母親譲りの演技力も兼ね備えている。しかし、幼児化によって体力が相応の子供並みに落ち、探偵としての行動に制限がかかるため、阿笠博士の作ったメカ（「時計型麻酔銃」や「蝶ネクタイ型変声機」「犯人追跡眼鏡」「イヤリング型携帯電話」「ターボエンジン付きスケートボード」「キック力増強シューズ」など）でそれを補っている。
その功績から、工藤新一としては全国区の知名度を得ており、メディアからも「日本警察の救世主」と呼ばれている。コナンとしても警視庁やFBIといった捜査関係者からの信頼が厚く、ベテランのFBI捜査官・ジェイムズ・ブラックからは「ビュロウ(FBI)にスカウトしたい」と評価されている。
また、同世代の探偵である白馬探や、「西の服部・東の工藤」と並び称される服部平次が誤った推理をした場合も、正しい推理を導き出したことがある。しかし、平次と推理勝負をした際はすべて引き分けている。女子高校生探偵の世良ともコナンとして共同推理をするが、推理力はコナン（新一）の方が上である。同世代の探偵とは伯仲する実力を持つが、父・優作には全く敵わず、「まだまだ観察力が足りない」と指摘されている。

### 事件や犯罪に対する姿勢と信条
作者の青山剛昌やアニメ版のプロデューサーの諏訪道彦によると「コナン（新一）は、感傷的になって泣いたり、犯人に同情しない」とのルールがあり、新一本人も「人が人を殺す理由なんて、知ったこっちゃねー」「分かりたいとも思わねーよ。人が人を殺したいと思う気持ちなんてな」と話している。犯人が無関係の人物を巻き込んだり、犯罪を軽視・正当化する場合は、動機の質に関わらず厳しく追い打ちをかけたり、抵抗すると物を蹴り飛ばしてぶつけたりと、精神的・肉体的にダメージを与えるケースも多い。また、心の中で愚痴をこぼしたり、追い詰められた犯人を刺激し逆上させる場面が度々ある。
しかし、命の危険に晒された犯人に情状酌量の余地があると訴えたり、怨恨が動機の犯人に対して生きる気力を与えたりするなど、事情によっては犯人への配慮を見せることも多く、こうした犯人が自身の犯行を正当化しても非難しないこともある。
尊敬する人物が犯人であっても犯行を白日の下に晒す厳格さを持つ一方、殺人に至らない場合は事情を鑑みて犯人を見逃したり、偽証を勧めることもある。
当初は罪を償わずに自殺しようとする犯人に対して突き放すような態度を取っていたが、「ピアノソナタ『月光』殺人事件」で犯人の自殺を阻止できずに死なせてしまったことをきっかけに、「推理で犯人を追い詰めて死なせてしまっては、殺人者と変わらない」と考え直し、「犯人は絶対に自殺させない」ことを探偵としての信条とするようになった。そのため、死と隣り合わせの危険な状況下でも犯人を救い出すことがあるほか、犯人の自殺意思を事前に察知した場合は、阻止のためにあらかじめ手を打つようにしている。
なお、被害者があえて犯人に殺される決断をした場合は「間違った答え」と非難することもある。
一方、自らも法に触れることがあり、作中では未成年飲酒や盗聴、窃盗を犯している。黒ずくめの組織関係でも目くらましのために放火や死体遺棄・損壊を行っている。

### 推理・捜査のスタイル
コナンの姿では事件の真相を語っても小五郎など周囲の大人に相手にされないため、自身の正体を知らない者の場合は麻酔銃で眠らせてから、正体を知っている者の場合は本人に口パクをさせ、自身は物陰に隠れながら変声機で対象の声を真似て真相を話すことにしている。基本的に小五郎の引率先で事件が起こるため、小五郎を眠らせて彼の声を使うことが多く、アニメではそれが災いし、彼が報復を受けそうになった（「謎の美女記憶喪失事件」・「密室の謎解きショウ」）。小五郎がいない場合は鈴木園子、阿笠博士、山村警部の声を借りる。
このほか、小五郎や目暮警部にヒントを与えて自力で解かせたり、蘭や有希子に推理を教え込んで真相を話させたり、推理力の高い面々と協力して真相を話したりすることもある。黒ずくめの組織や怪盗キッドなど、犯人と2人で対峙する場合は、自分で真相を話すこともある。少年探偵団のメンバーがいる時は、彼らにトリックの実演をさせたり、ヒントとなるキーワードを言わせて周囲に解決を促す。
周囲に自分の推理を話す際は、怪しまれないよう子供のフリをして「あれれ〜？ おっかしいぞぉ〜？」のような幼い口調で話す。また、大人でも知らないような知識をつい話してしまうことがあり、気付いた後には「（親戚という建前の）新一兄ちゃんから聞いた」「小五郎のおじさんから聞いた」「〜ってテレビでやってた」と付け加えて誤魔化している。また「新一からの指示で動いた」と話すこともあるため、「新一は子供を危険に巻き込むことがある非常識な人間」だと、彼の正体を知らない人物に誤解されている。このようにして体が小さくなってからは周囲の人に正体を怪しまれないよう、自分が活躍したことが極力漏れないようにしているものの、怪盗キッドとの対決など、江戸川コナンとしての活躍が大衆に広まってしまうこともしばしばある。
事件に対する好奇心が一際強いことが災いしてか度々誘拐・監禁されており 、両親と阿笠によるドッキリだった、比較的短時間で監禁場所から脱出した等の場合を含めるとその回数は15件以上（原作・アニメオリジナル・特別編などのスピンオフ合わせて）にも及ぶ。

### サッカーの能力

コナン大橋に設置されている江戸川コナンのブロンズ像

帝丹中学のサッカー部所属時に1年生でミッドフィールダーとしてレギュラーに抜擢され、のちにJリーグにスカウトされるほどの技術の持ち主で、蘭には「続けていれば国立のヒーローになっていた」と言われている。あくまで探偵に必要な運動神経を養うためだけに行っていただけらしく、高校1年生の時に探偵として依頼を受けるようになってからは退部している。しかしサッカーで鍛えた反射神経や脚力は健在で、足元にある物を犯人に蹴り飛ばして逃走を防ぐなど、犯人と対決するための戦闘力として探偵業に活かしていた。
サッカーを始めた動機は薄いが、競技を続ける中で大のサッカー好きになった。好きなサッカー選手はレイ・カーティス（Ray Curtis、声 - チャールズ・グラバー）。
コナンの姿になってからは体力が小学生並みに戻ったものの、キック力増強シューズやどこでもボール射出ベルトを使用してそれを補っている。キック力増強シューズを用いて犯人に物を蹴り当てる際には、男性の場合は顔面や後頭部、女性の場合は胴体や背中を狙う（ただし、女性でも極端に悪辣な犯人の場合には容赦なく顔面を狙うことがある）。
利き足は基本は右だが左でも蹴れる両利きで、燃え落ちそうな吊り橋を一気に駆け抜けるスピードもあることから、ライターの深川峻太郎は「指導者からするとサイドアタッカーとして起用したくなるが、警察より先に事件解決したがる新一の性格からしてフォワード向き」だと見ている。

### その他の能力
英語はネイティブスピーカーとスムーズに会話が出来るほど堪能だが、イタリア語は読み聞きできない。ロシア語もあまり理解できていなかったが、後に流暢な会話ができるレベルまで上達している。関西弁にも難があり、関西人を怒らせてしまうこともしばしばある。点字も理解している。
その他にもさまざまな分野において豊富な知識を持っており、推理の際に役立てている。その一方、音楽や流行のテレビゲーム、野球関連の用語など、自身の興味が薄い事物については知らないことも多い。
劇場版では拳銃や多くの乗り物（自動車からパラグライダー、ヘリコプター、ジャンボジェット機まで）を自在に扱っており、本人は「ハワイで親父に教わった」と語っている。読唇術を披露したこともある。
アニメでは犬を懐かせることにも長けており、デパート内のペットショップの何匹もの犬を短時間でしつけた後、犯人グループのメンバーの男を攻撃させたことがある。

### 知名度
小さくなってからの事件解決は「眠りの小五郎」の手柄となっているが、怪盗キッドとの初対決を顔写真付きの新聞記事で報じられたことをきっかけに、「キッドキラー」として知られるようになる。
少年探偵団としての活躍に関しても評判が広がっており、探偵団に取材の依頼が舞い込んだこともあった。OVAでは大阪の女子高生にもファンがいることが判明している。ロンドンでは、自称した「ホームズの弟子」の肩書きが現地に広まるばかりか、名乗りの瞬間が日本のTVでも放送されていた。メアリー・世良、世良真澄の母娘はこの中継を見ており、そこからコナンの正体を突き止めている。

## 好みと特技
探偵として推理や捜査に直接関係のない、好み・特技について述べる。

### シャーロック・ホームズ
シャーロック・ホームズの大ファンで、彼のことを「世界最高の探偵」と評している。1番好きな作品は『四つの署名』で、同作品中でホームズの述べる "When you have eliminated the impossible, whatever remains, however improbable, must be the truth." （訳：全ての不可能を消去して、最後に残ったものがいかに奇妙なことであっても、それが真実となる）という彼の推理論を好きな言葉として挙げている。
ホームズの話題になると一方的にその話を続けてしまうため、トロピカルランドのデートでも蘭に呆れられていた。コナンとしてもホームズ好きであり、子供の演技を忘れてホームズを熱く語ってしまう。コナンの携帯電話の暗証番号は、シャーロック・ホームズにちなんで「4869」である。
新一としては「平成のシャーロック・ホームズ」を目標としており、コナンになってからはロンドンで出会った人々に「ホームズの弟子」を名乗っている。
ホームズ以外の推理小説も好んでおり、新刊を買うために頻繁に書店へ足を運んでいる。

### 音楽
超のつく音痴で、音楽の授業が大の苦手。音楽の基礎知識にも乏しく、音楽記号の意味や「G線上のアリア」を知らない。一方で、絶対音感の持ち主である。また、ホームズが得意なヴァイオリンについては豊富な知識を持ち、弾くこともできるが、蘭によれば特徴的な弾き癖がある様子。
日本音響研究所の所長・鈴木松美は音声科学や音響心理学からして音痴なのに耳はいいことは矛盾ではなく、正しい音程を聞き取れるが声帯をきちんとコントロールできないタイプとみられ、楽器が苦手ながら絶対音感があるのも矛盾せず耳で正しく音を拾えても操作として手を動かすことができていないからであると分析。楽譜に隠された暗号を解読できたのは白鍵と黒鍵にアルファベットを当てはめた単純なものは不協和音になって音楽としては聞き辛くて成立せず、音楽は暗号には向いていないからである。コナンの思考回路は音楽を情緒的な感情としてではなく暗号や数学のような理知的なことに結びつける音楽を楽しむことのできない性格であると見ている。
芸能にはあまり興味がないらしいが、ある事件をきっかけに知り合ったTWO-MIXの高山みなみにCDをもらってからは、カラオケボックスに行くといつもその歌を歌っているという。

### 食べ物と料理
本人からの言及はないが、中学時代の先輩によればレモンパイが好物。キュウリをうまく切れずにつなげてしまうなど、料理は苦手な様子。

### テレビゲーム
テレビゲームに関しては好んでいる描写があるが、元太たちに負けてしまったり、コナンだけクリアできていないステージがあったりと、あまり得意ではない様子。流行しているゲームの存在も知らないことがある。

## 人間関係

### 正体を知る者
現時点で、コナンの正体を知った上で彼に協力しているのは、阿笠博士、両親である工藤優作と工藤有希子、服部平次、灰原哀（宮野志保）、赤井秀一の6名。黒ずくめの組織では、宮野明美、ベルモット、バーボン（安室透）、アイリッシュ、ピンガの5名が正体を知っているが、ベルモットとバーボンは現状組織への報告を行っておらず、残る3名は全員が死亡したため、組織は新一の生存を把握していない状況にある。
このほか、怪盗キッドとその付き人である寺井黄之助、一時期帝丹高校に通っていた本堂瑛祐がコナンの正体を知っている。また、世良真純・メアリー・世良親子も独自に正体を突き止めており、メアリーの幼児化を解くためコナンに探りを入れている。
劇場版では『ベイカー街の亡霊』のノアズ・アーク が、ルパン三世とのクロスオーバー作品では、ルパン一味の4名とアラン・スミシーがコナンの正体を知るに至っている。

### 蘭との関係
蘭とは13年前に保育園に転入してきた時からの付き合いであり、当時から両想いである。互いに素直になれない時期が続いたが、ロンドンにて蘭に対して「好きな女」と告げる形で告白することができ、修学旅行で訪れた清水寺で告白の返事として蘭から頬にキスをされたことで恋人関係になった。また、蘭から「わたし達付き合ってるってことでいいんだよね?」とメールで聞かれると「付き合ってるに決まってるだろ」と返信した。
自分を想う蘭の恋心に関しては、平次が呆れ果てるほど鈍感だが、母・有希子から「女」に関しての雑学を吹き込まれているため、恋愛感情が絡む事件の推理に不自由はない。風呂場で蘭の裸を見て鼻血を出すなど、蘭に関しては初心なところがある。
小学1年生の頃は、恥ずかしがって学校では蘭のことを名字の「毛利」で呼び、自分のことも「工藤くん」と呼ばせようとしていた時期があり、蘭はそうなることを嫌がっていたが、とある出来事がきっかけで、互いに再び下の名前で呼び合うようになった。
新一だった頃の中学時代には、当時生徒会長で男子の注目の的であり、現在は東都大学の一年でミス東都にも輝いた3年生の内田麻美から告白されたが、蘭への気持ち故に断っている。
蘭には「厄介な事件に関わっているから解決するまで帰れない」と説明しているが、蘭が心配しないように時々新一の声（蝶ネクタイ型変声機を使用）で電話をかけている。
なお、子供時代に蘭の母親の妃英理によく叱られたトラウマから、彼女に対して本能的に恐怖を感じてしまう。
江戸川コナンとして、蘭の事を「蘭姉ちゃん」と呼んでいるが、興奮したときなどによって工藤新一の口調に戻り、「蘭」と呼び捨てしてしまう事もある。
自分以外の男が蘭と恋愛的に関わることについてはきわめて否定的であり、たとえ子供相手でも対抗心をむき出しにする。

### 灰原との関係
灰原とは、通っている帝丹小学校の転入生として出会う。その日の帰り際、突然彼女から「APTX4869は黒ずくめの組織に命じられて自分が開発した薬」であることと、「自分もそれを飲んで小さくなった」ことを明かされる。
科学的分野（解毒剤開発など）や黒ずくめの組織に関する情報の提供など、さまざまな面から彼女のサポートを受けており、一方のコナンも時折灰原を気遣っている。このように互いに強い信頼関係で結ばれているが、彼女に対して恋愛感情は抱いていない。
基本的には良好な間柄でよく軽口を叩き合う仲だが、蘭のパンツを覗こうとしているところを灰原に指摘焦る、薬（解毒剤）をもらうために必死に懇願するも無下に断られるなどの描写があり、対等な立場ではあるものの、彼女に対してはやや頭の上がらない面もある模様。

### 怪盗キッドとの関係
世間を賑わせている怪盗キッド（黒羽快斗）とは、工藤新一だった頃から様々な秘宝を巡って何度も対決をしている。父・工藤優作は、初代怪盗キッド（黒羽盗一）と宿命のライバル関係にあり、幾度にも渡って対決をしていたが、犯行を阻止したことはあっても、最後まで捕まえることはできなかった。2024年公開の劇場版第27作『100万ドルの五稜星』にて、新一と快斗が同い年の従兄弟の間柄にあること（互いの父親が双子の兄弟）が明かされた。
新一本人は当初、「泥棒に興味はない」と現代のキッドにほとんど無関心だったが、コナンになって対峙して以降は執念を燃やすようになった。現在は世代を超えた因縁のライバル関係となっており、対決の結果はこれまでのところ互角である。「漆黒の特急」では、黒ずくめの組織に狙われている灰原を助けるために、下見に来ていたキッドおよび手下を見逃すことと引き換えに協力を仰いでいる。
コナンはキッドから宝を守ったヒーローとして報じられており、「お手柄小学生」「キッドキラー」として知られている。
作者によると、コナンとキッドの対決は『シャーロック・ホームズ対アルセーヌ・ルパン』をイメージして描いており、両方に勝たせたくないとのこと。

### 少年探偵団との関係
帝丹小学校の同級生である吉田歩美、小嶋元太、円谷光彦に誘われ、否応無しに少年探偵団のメンバーに組み込まれる。探偵団内では実質的なリーダーで、状況に応じた的確な指示を出したり、メンバー間の喧嘩の仲裁に入ったり、命に関わる危険な行動を取ったメンバーを怒鳴りつけるなど、まとめ役としての立場を担っている。
3人のことは幼い子供として見ていたが、探偵団としての活動の中で徐々に彼らを仲間として認めていく。当初は年齢相応の口調で接することも多かったものの、後に彼らの前では素の口調で話すようになった。
5人揃って登下校する描写も多く、阿笠や蘭の引率で休日に遊びに出かけることも珍しくない。歩美はコナンに異性として明確な好意を寄せている。彼女を助けた際に頬にキスをされたこともあり、元太と光彦からは嫉妬されている。

### FBI・CIAとの関係
FBIのジェイムズ・ブラック、ジョディ・スターリング、アンドレ・キャメル及びCIAの水無怜奈（本堂瑛海）の4人は、コナンの正体こそ知らないが、子供ながら「黒の組織の壊滅」という共通の目的を持つ「探偵」として認識している。コナンも彼らの前では子供口調ではあるが無理な演技は行っておらず、比較的素に近い態度で接している。

## 言葉遣い

### 一人称・口癖
一人称は「オレ」もしくは「ボク」。体が小さくなったことにより声質も小学生当時に戻っている。
蘭や小五郎、警察関係者の前では「ボク」を用い、子供らしく無邪気な口調で話す。ただし、自ら正体を明かしている相手や歩美・元太・光彦、悪の人物（黒の組織）の前、またモノローグ内では本来の工藤新一の一人称とほぼ同じく「オレ」を使い、砕けた口調になる。また、推理中や切羽詰まった場面にもこのような話し方になることがあるため、普段とのギャップから、彼の正体を知らない者に違和感を覚えられるケースがある。
基本的には標準語を話すが、親しい者との日常会話には、しばしば江戸っ子特有の口調で話すことも多い。工藤新一（コナン）らしい口癖は「バーロ（、んなんじゃねーよ）」。他に大人達の前で用いる「あれれ～」などがある。

### 決め台詞

由良駅前に設置されている江戸川コナンのブロンズ像

普段の決め台詞は「江戸川コナン（工藤新一）…探偵さ…」。劇場版での決め台詞は「真実はいつもひとつ！」で、テレビアニメでも19:00枠終了時のクロスプログラムにおいて使用されていた。放映開始初期はこのクロスプログラムや劇場版第1作『時計じかけの摩天楼』のTV用スポットCM等において「犯人はお前だ!」というキャッチコピーも用いられていたが、現在は使われていない。テレビアニメ本編でも、似たような言葉が使用されたことはあるものの、多用はされていない。言い回しもその都度異なり、一字一句完全同一の台詞は使用されていない。なお、テレビアニメ第1話「ジェットコースター殺人事件」では原作にはないシーンで新一が完全に同一の台詞を発している。
テレビアニメのオープニングでは毎回コナン自身によるナレーションがあり、シリーズの途中からは「たったひとつの真実見抜く、見た目は子供、頭脳は大人、その名は【名探偵コナン】!」が恒例となっている。
劇場版およびテレビアニメ第1期オープニングでは、「小さくなっても頭脳は同じ、迷宮なしの名探偵、真実はいつもひとつ！」が口上として用いられている。

## キャスト
声優
- 高山みなみ（江戸川コナン、工藤新一・幼少時代）
- 山口勝平（工藤新一・中学生以降）

俳優
- 藤崎直（江戸川コナン）
- 小栗旬（単発第1作・第2作）
- 溝端淳平（単発第3作・第4作、連続ドラマ）

作者の青山は高山との対談にて、「コナンは最初っから高山さんの声のイメージで描いてた」と語っている。
なお、日本語版では通常時に加え、モノローグも高山が担当するが、海外版では新一役のジュエルが担当している。
実写ドラマ作品では、コナンを藤崎直が演じ、声は高山みなみが吹き替えている。

## 補足・呼称
- 第1回キャラクター人気投票での順位はコナンは1位（1028票）、新一は2位（646票）。2011年のTV&劇場版15周年記念キャラクター人気投票では、コナンと新一の投票数を合わせて1位。2012年の連載800回記念キャラクター人気投票ではコナンは1位、新一は4位。『ダ・ヴィンチ』2014年5月号での好きなキャラクターランキングではコナンは1位、新一は2位。2020年5月7日発売の雑誌『ダ・ヴィンチ』2020年6月号で実施された「読者にしあわせを与えてくれたキャラ」ランキングではコナンが7位を、新一が9位を獲得した[150]。
- 江戸川コナンとしての呼称は、基本的に「コナン君[注 48]）」。その他の呼称には「コナン（小嶋元太）」、「（メガネの）ガキンチョ（鈴木園子[注 49]）」、「江戸川君（灰原哀）」、「（メガネの）ボウズ・ガキ・小僧等（新一としての会話時・服部平次[注 50]・毛利小五郎[注 51]・大和警部など）、「名探偵（怪盗キッド（2代目）[注 52]）」、「ボウヤ（赤井秀一[注 53]）」、「クールキッド（ジョディ・スターリング）」がある。
- 工藤新一としての呼称は、「新一兄ちゃん（コナンとしての会話時）」、「新一（毛利蘭[注 54]・両親・阿笠博士[注 55]・毛利小五郎[注 56]）」、「新一君（阿笠博士[注 55]・妃英理）」、「工藤君（灰原哀・鈴木園子[注 57]・遠山和葉[注 58]・目暮警部などの警察関係者）」、「工藤（服部平次・帝丹高校の男子同級生など）」、「新ちゃん（工藤有希子）」、「クールガイ（ベルモット）」と呼ばれている。
- 劇場版での新一としての登場は、解毒薬で一時的に元の姿に戻った場合[7]を除き、冒頭の前説・回想・変声機による会話・モノローグのみだが、黒羽快斗（怪盗キッド）の変装で登場したことも複数回ある。新一の声を担当する声優の山口勝平も、新一としての出番が少ないことを毎回パンフレットで語っている。
- 「江戸川コナン」としての戸籍はないため、コナン名義のパスポートは所持していない[注 59]。幼児化以降に海外渡航したのは、原作では解毒薬で一時的に新一に戻ることによってロンドンへ出入国した「ホームズの黙示録」のみで、アニメや劇場版ではシンガポール[146][注 60]、ヴェスパニア王国（架空の王国）[151][注 61]に不正入国の形で渡航している。なお『名探偵コナン 特別編』では、海外へコナンの姿で旅行している。
- 全キャラクターの中で唯一、アニメシリーズ全話に登場している[152]。コナンが本編で直接姿を見せない回でもナレーションなどの形で登場するため[153]、担当声優の高山みなみも同様に全エピソードに出演している。OVA作品では『ロンドンからのマル秘指令！』[注 62]や『工藤新一 謎の壁と黒ラブ事件』[注 63]のように、コナンが冒頭やラストのモノローグを除いて本編にほぼ未登場のエピソードがある。一方原作では、新一がメインキャラクターである場合「江戸川コナン」が登場しない回が稀にある。
- キャラクター作成時に参考にした絵柄や特徴について各所で語られており、笑った時の口や足首の細さなどはルパン三世の影響を受けていることが、『ルパン三世』原作者のモンキー・パンチとの対談にて語られ[154]、小さくてもシルエットで誰か判別できる特徴として[155]、頭のヘタのようなものは『虹色とうがらし』の「七味」から、後ろ髪のハネは『魔法使いサリー』の「カブ」から、目は「あだち充」作品から、口は前述にあるように「モンキー・パンチ」作品から、鼻は「ちばてつや」作品からの影響があった[156]。なお、同様のことを島本和彦に話したところ、「ならねーって！ 断じてならねーっ！」と否定されたという[156]。
- 1999年から2001年にかけてのテレビアニメの高視聴率を受け、読売テレビの2代目社屋（ytv京橋ビル）の正面入口前にはコナンの銅像が建てられていた。詳細は名探偵コナン (アニメ)#反響・評価を参照。